# Ziggy Marley
David Nesta "Ziggy" Marley, född 17 oktober 1968 i Kingston, Jamaica, är en jamaicansk reggaemusiker, son till reggaelegendaren Bob Marley.
Ziggy Marley har haft sina största framgångar tillsammans med sin bror Stephen Marley (som är lead-singer på många av låtarna) och sina systrar Cedella och Sharon i bandet Ziggy Marley & the Melody Makers. Bandet tog sitt namn efter att pappa Bob varit på bild på omslaget till den brittiska musiktidningen Melody Maker. Bandet hade sina mest framgångsrika år under slutet av 90-talet med bland annat hits som "Tomorrow People". Bandet har vunnit två Grammys i kategorin "Best Reggae Album" med sina skivor One Bright Day och Fallen Is Babylon. 
Under 2000-talet har Ziggy Marley lanserat en solokarriär, och bandet Melody Makers ligger på is. 2003 släppte han sin första soloskiva Dragonfly som innehöll en mindre radio-hit med låten "True to Myself". 2006 släpptes skivan Love Is My Religion, följt av barnalbumet Family Time 2009 och Wild and Free 2011. 2014 lanserade han sitt femte studioalbum som soloartist kallat Fly Rasta. Albumet vann en grammy 2015 i kategorin Best Reggae album.
Han har också gjort rösten som en av maneterna i filmen Hajar som hajar.

## Diskografi

### Med Melody Makers
- 1985 – Play the Game Right
- 1986 – Hey World!
- 1989 – Conscious Party
- 1989 – One Bright Day
- 1991 – Jahmekya
- 1993 – Joy and Blues
- 1995 – Free Like We Want 2 B
- 1997 – Fallen Is Babylon
- 1999 – The Spirit of Music
- 2000 – Ziggy Marley & the Melody Makers Live, Vol. 1

### Solo
- 2003 – Dragonfly
- 2006 – Love Is My Religion
- 2009 – Family Time
- 2011 – Wild and Free
- 2014 – Fly Rasta
- 2016 – "Ziggy Marley"